# Sidymella multispinulosa
Sidymella multispinulosa là một loài nhện trong họ Thomisidae.
Loài này thuộc chi Sidymella. Sidymella multispinulosa được Cândido Firmino de Mello-Leitão miêu tả năm 1944.